# Olfa

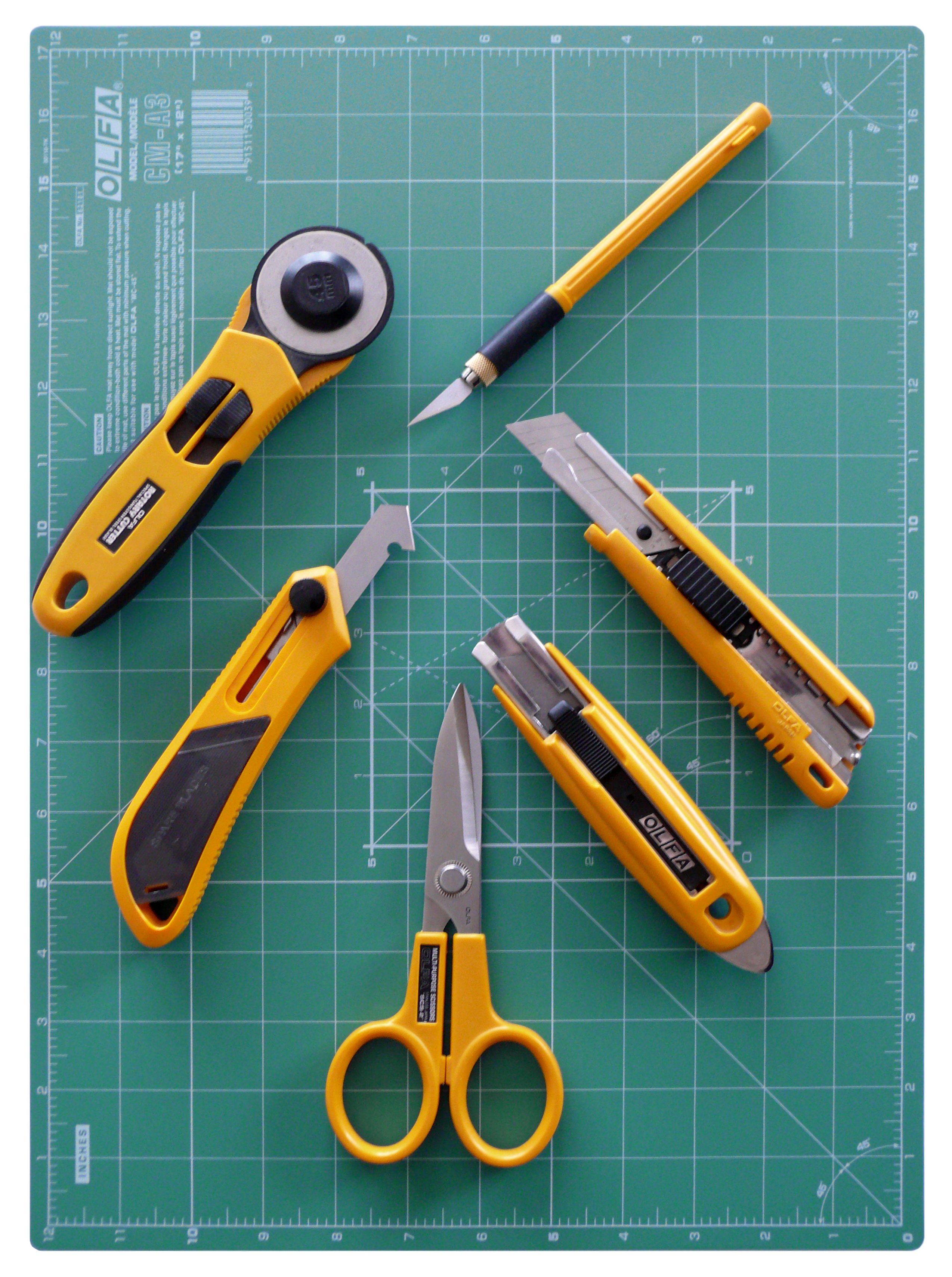
Outils et tapis de coupe Olfa

Cutter Olfa

Olfa Corporation (オルファ株式会社, Orufa Kabushiki-gaisha) est un fabricant japonais de couteau à lame rétractable, fondé en 1956 à Osaka, au Japon. Le nom est dérivé des mots japonais oru (折 る, plier et casser) et ha (刃, lame). L'entreprise est connue pour avoir inventé la lame cassable et le couteau rotatif,.

## Histoire
Le fondateur Yoshio Okada et son jeune frère Saburo travaillaient pour des imprimeries où ils coupaient le papier avec des lames de rasoir, mais elles s’usaient rapidement. Les frères ont inventé des lames avec des lignes striées qui pouvaient être cassées pour révéler des sections de lame inutilisées tranchantes. Cette idée leur est venue lorsqu'ils se ont rappelé comment une tablette de chocolat qui leur avait été offerte par un soldat américain dans leur enfance s'était également cassée en morceaux.
Ces lames et leurs poignées associées sont désormais fabriquées par de nombreux fabricants en deux tailles standard (9 et 18 mm).

## Autres produits
Leurs produits comprennent des outils de coupe robustes et spécialisés pour l'industrie du bâtiment, des outils de sécurité pour les applications industrielles, des couteaux rotatifs, des tapis auto-cicatrisants, des couteaux d'art et des règles pour l'industrie artisanale.
Les produits de la société sont fréquemment recommandés pour une utilisation dans les métiers tels que la réparation de livres, la calligraphie, la fabrication de courtepointe, le modelage, et la couture.

## Voir également
- Scalpel